# Audre ochracea
Audre ochracea är en fjärilsart som beskrevs av Mengel 1902. Audre ochracea ingår i släktet Audre och familjen Riodinidae. Inga underarter finns listade i Catalogue of Life.